# 사빅 (기업)

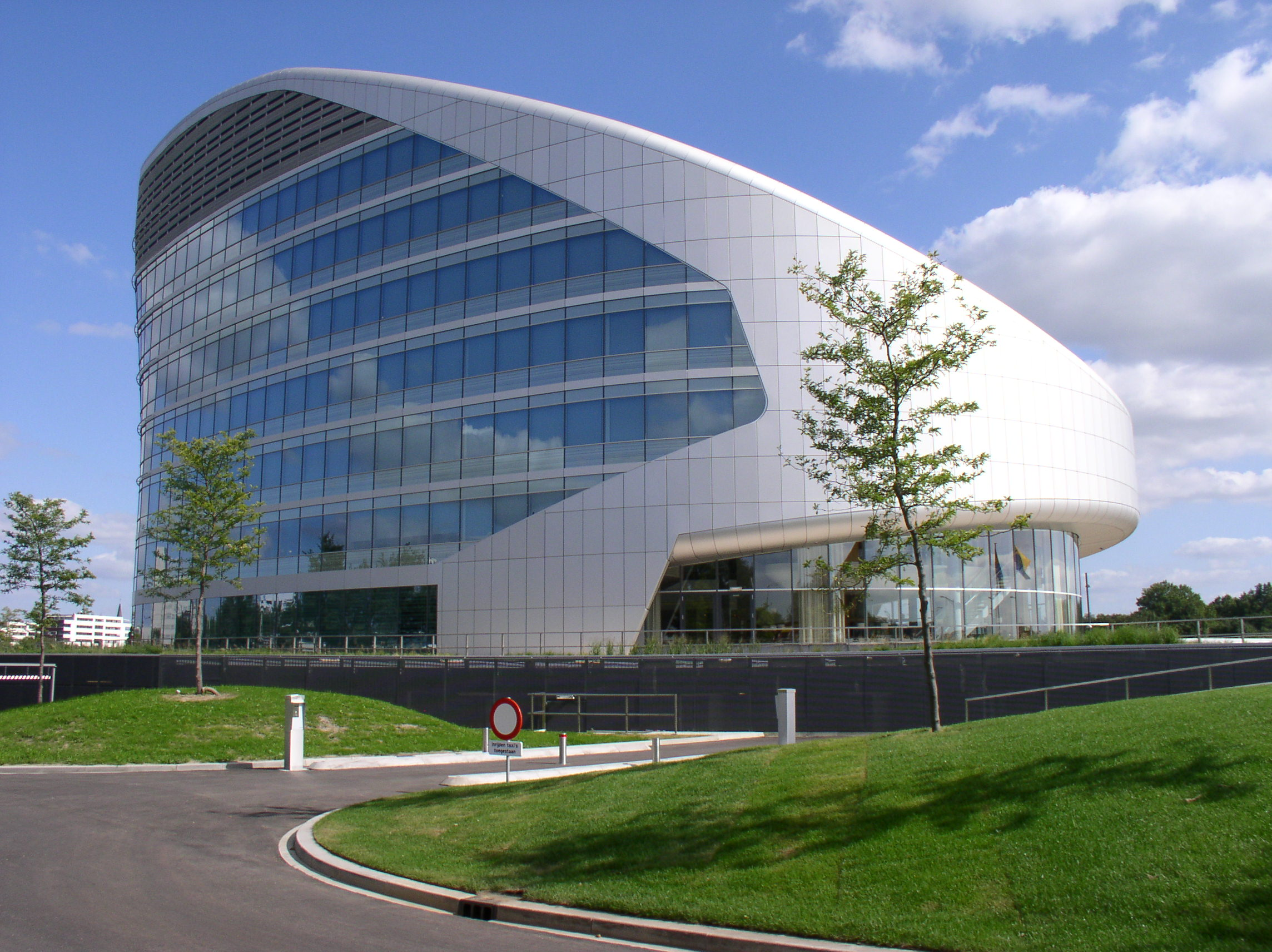
사빅 유럽 본사. 네덜란드 시타르트.

사빅(SABIC, الشركة السعودية للصناعات الأساسية)은 사우디의 화학제조기업이다. 사빅의 점유율 중 70%가 사우디 아람코의 소유이다. 석유화학제품, 화학제품, 산업폴리머, 비료, 금속 부문에서 활동한다. 중동과 사우디아라비아에서 2번째로 큰 공개 회사이며 타다울에 등재되어 있다.
2017년, 사빅은 포춘 글로벌 500의 화학 기업들 중 세계 4위로 등재되었다.

## 역사
1976년 석유 부산물을 화학물질, 폴리머, 비료로 변환하기 위해 설립되었다.

## 제품
- 에틸렌
- 프로펜
- 스타이렌
- 벤젠
- 수산화 나트륨
- 다이클로로에텐
- 염화 바이닐
- 페놀
- 아세톤
- 비스페놀 A
- 비료
- 강철
- 메탄올
- 폴리카보네이트
- ABS 수지
- 폴리이미드
- 폴리에스터
- 산화 에틸렌
- 에틸렌 글라이콜
- 카본 블랙
- 폴리에틸렌
- 폴리프로필렌

## 같이 보기
- 사우디 아람코